# كريستوفر أرمسترونغ
كريستوفر أرمسترونغ هو كاهن رعية وفيقار وقسيس وسياسي بريطاني، ولد في 18 ديسمبر 1947. انتخب نائب عن الجمعية البرلمانية لمجلس أوروبا ‏ لترشحه ضمن قائمة المملكة المتحدة، (16 أكتوبر 1957 – 19 يناير 1959).